# Linus (serietidning)
linus (med litet L) är en italiensk serietidning med månadsutgivning. Den grundades i april 1965 av Giovanni Gandini, med Milano Libri som förlag. Numera (2017) ges den ut av förlaget Baldini & Castoldi.
Tidningsnamnet kommer från figuren Linus i serien Snobben, och tidningen blandade från början klassiska amerikanska dagspresserier med italienska vuxenserier. Den kom att några år senare inspirera till den franskutgivna motsvarigheten Charlie Mensuel, namngiven efter samma series Karl.

## Historik

### Bakgrund och tidiga år
1972 övertog förlaget Rizzoli tidningen, som därefter kom att få journalisten och författaren Oreste del Buono som redaktör. 1981 tog Fulvia Serra hand om redaktörskapet, vilket hon behöll fram till 1995. Under 1970-talet nådde tidningen den för vuxenserietidningar aktningsvärda upplagan 110 000 exemplar.
Tidningen presenterade från början en stor mängd amerikanska och europeiska tecknade serier. Dessutom förekom på tidningssidorna diskussioner omkring italiensk politik och kultur, av skribenter som Michele Serra, Pier Vittorio Tondelli, Stefano Benni och Alessandro Baricco.
Bland de publicerade serierna kan nämnas:
- USA Snobben
- Storbritannien Bristow
- Argentina L'Eternauta, tecknad av Alberto Breccia
- USA Knasen
- USA Kalle och Hobbe
- Italien Corto Maltese
- USA Dick Tracy
- USA Dilbert
- Storbritannien Doonesbury
- Storbritannien Jeff Hawke
- USA Krazy Kat
- USA Knallhatten
- USA Fearless Fosdock
- USA Pogo
- USA Karl-Alfred
- Italien Valentina
- Italien serier av Filippo Scòzzari och Andrea Pazienza
- Frankrike serier av Copi och Georges Wolinski
- Italien Altan

Dessutom publiceras satiriska teckningar av bland andra:
- USA Jules Feiffer

linus publicerade under tidiga år även bilagematerial med superhjälteserier från Marvel Comics. Där syntes bland annat ett antal avsnitt ur Fantastiska Fyran
1985 firade man tidningens 20-årsjubileum med att ge ut en årsbok under titeln Il meglio di linus ('det bästa från linus'). Redaktörer för specialutgåvan var Fulvio Serra och Claudio Castelacci.
Mot slutet av 1990-talet anpassade sig linus delvis till det nya mediet Internet. Man började skriva om Internet-relaterade saker under rubriken "Digital Graffiti", och dessutom startade man en blogg.

### 2000-talet
Förlaget meddelade i maj 2013 att man tillfälligt upphörde med utgivningen av linus. Däremot sa man att tidningen snart skulle komma tillbaka, och tidningen återkom sedan redan två månader senare. Orsakerna till det tillfälliga stoppet, som drabbade maj- och juniutgåvorna, hade logistiska orsaker och kopplade till problem på förlaget.
Sedan december 2014 finns linus också i en digital version, som går att köpa på utgivaren Baldini e Castoldis webbplats.

### Alterlinus,AlteralterochIl grande Alter
Alterlinus (marknadsförd som alterlinus) var en bilaga som såldes ihop med tidningen under tolv års tid. Den innehöll serier av olika stora namn från den internationella seriescenen. Den startade 1974, bytte två år senare namn till Alter Alter och bar 1985–86 titeln Il grande Alter.
Debuten för bilagan var med januarinumret 1974. Den hade 132 sidor, med limmad rygg och en prislapp på 1 000 lire (då motsvarande fem svenska kronor). Bilagan lanserades med slogan mensile di viaggi e d'avventura" ('månadstidning för resor och äventyr'), och i första numret fanns bland annat Ulisse av Omero, Lob och Pichard.
I januari 1977 bytte bilagan namn till Alteralter (fortfarande skrivet helt i gemener, som alteralter), nu med limmad rygg och på 108 sidor. Ett av de nya bidragsgivarna var Sergio Toppi, känd för sina historiska och elegant tecknade äventyrsserier. Två år senare dök även Altan och Bretécher upp på dess sidor, samtidigt som den limmade tidningsryggen ersattes av en häftad bindning.
Från och med decembernumret 1979 var bilagan nästan alltid tyckt i svartvitt. Undantagen gällde bland annat några historier i färg av Richard Corben.
I januari 1980 inledde redaktionen ett trycktekniskt experiment. Man delade upp Alteralter i två delar, där den ena innehöll 32 sidor i färg och den andra en enda historia på 32 sidor i svartvitt, inflikade i varandra. De båda bilagehalvorna hade dessutom separat sidnumrering. Den utlysta läsaromröstningen om det nya format gav dock resultatet 5000 mot och 205 för, så efter endast fyra nummer återgick man till det tidigare utseendet. Bilagan hade nu 84 sidor, vilket motsvarade cirka hälften av det totala sidantalet för tidningen.
Tidningsredaktionen hade vid denna tid vissa svårigheter att hålla ordning på utgåvorna. Bland annat kom julinumret 1980 ut med en återupprepad junititel.
Från och med augustinumret 1981 var Fulvia Serra chefredaktör. I januari 1982 minskade man sidstorleken på bilagan och tryckte på färgtonat papper.
Från och med 1983 fick bilagan åter limmad rygg. 1985 ökades sidstorleken, och samtidigt fick bilagan det nya namnet Il Grande Alter (skrivet som il grande ALTER; 'den stora Alter'). Bilagan kom från och med 1986 ut bara var tredje månad, även om endast den första och den andra utgåvan kom att få löpnummer. Det andra numret i den nya utformningen fick också ett alternativ omslag för distributionen i bokhandeln. Det tredje numret, som förannonserades som nummer 3 men var utan numrering när det kom, försåldes under perioden oktober–december 1986. Därefter upphörde bilagan.